# 色彩論

ゲーテによる光のスペクトル

ゲーテによる闇のスペクトル

『色彩論』（しきさいろん、ドイツ語: Zur Farbenlehre）は、ヨハン・ヴォルフガング・フォン・ゲーテが1810年に出した著書。教示篇・論争篇・歴史篇の三部構成からなり、教示篇で色彩に関する己の基礎理論を展開し、論争篇でニュートンの色彩論を批判し、歴史篇で古代ギリシアから18世紀後半までの色彩論の歴史を辿っている。
ゲーテの色彩論は、約二十年の歳月をかけて執筆された大著であり、ゲーテはこの著作が後世においてどのように評価されるかにヨーロッパの未来がかかっていると感じていた。そこまでゲーテが危機感を抱いていた相手とは、近代科学の機械論的世界観である。色彩論においてはニュートンがその代表者として敵対視されている。ニュートンの光学では、光は屈折率の違いによって七つの色光に分解され、これらの色光が人間の感覚中枢の中で色彩として感覚されるとしている。ゲーテは、色彩が屈折率という数量的な性質に還元されて理解されることが不満だった。
ゲーテの色彩論がニュートンの光学と根本的に異なる点として、色の生成に光と闇を持ち出しているということがある。ニュートンの光学はあくまで光を研究する。闇とは単なる光の欠如であり、研究の対象になることもない。だがゲーテにとって闇は、光と共に色彩現象の両極をになう重要な要素である。もしもこの世界に光だけしかなかったら、色彩は成立しないという。もちろん闇だけでも成立しない。光と闇の中間にあって、この両極が作用し合う「くもり」の中で色彩は成立するとゲーテは論述している。

## 内容
色彩は光の行為である。行為であり、受苦である。（『色彩論』まえがき）
色彩論においては、色彩は光の「行為」として捉えられている。すなわち生けるものなのである。ゲーテは語りかける自然ということを言っているが、語りかけるとは、語るものと、語りかけられるものがあってこそ成り立つものだと言える。色彩は単なる主観でも単なる客観でもなく、人間の眼の感覚と、自然たる光の共同作業によって生成するものである。
音や香りなどの感覚と同様、色彩には、ただ客観的な自然を探求しようとする姿勢では捉えられないものがある。色彩は数量的、客観的に分析される光の中に最初から含まれているとすると、客観的に光を分析してゆけば色彩のことが分かるということになる。ゲーテはこれに、外界の光を分析するだけでは理解できない、眼の働きによる色彩の現象を持ち出して反論する。灰色の像を黒地の上に置くと、白地の上の同じ像よりも明るく見える。この像を単独で、客観的に分析するだけでは明るさの違いは説明できない。これには眼の作用が関わってくるからである。
対立するものが呼び求め合うというこの運動は、ゲーテが自然のうちに見いだした分極性の働きである。眼はひとつの色彩の状態にとどまらず、明るさと暗さという両極にあるものを呼び求め合うことによって新たなる色彩を生み出す。このようにゲーテは、静止した対象としてではなく、生成するものとしての色彩を見いだすのである。ゲーテにとって生きるとは活発に運動し、新たなるものを創造することである。
ゲーテは光に一番近い色が黄、闇に一番近い色が青であるとする。くもった媒質を通して光を見ると黄色が、闇を見ると青色が生じるからである。プリズムの実験によって、ゲーテはこの黄色と青を両極とする色彩論を展開する。白い紙の上に黒い細長い紙片をおき、プリズムを通してそれを眺めると、上から順に青、紫、赤、橙、黄という色が並んで見える。プリズムと眼の角度を調整し、色を重ねて行くとこの並びは最終的に青、赤、黄となる。ゲーテはこれを色の三原色とした。そしてこの三原色を中心としながらダイナミックな動きを内包する色相環を提唱する。
ゲーテの色相環は、赤を頂点としながら黄と青を両端とする三角形に、緑を下の頂点としながら橙と紫を両端とする逆向きの三角形が重ね合わされたものである。赤と黄の間に橙、赤と青の間に紫が配置される。この六角形では赤に対しては緑、黄に対しては紫、青に対しては橙が反対の所に位置している。

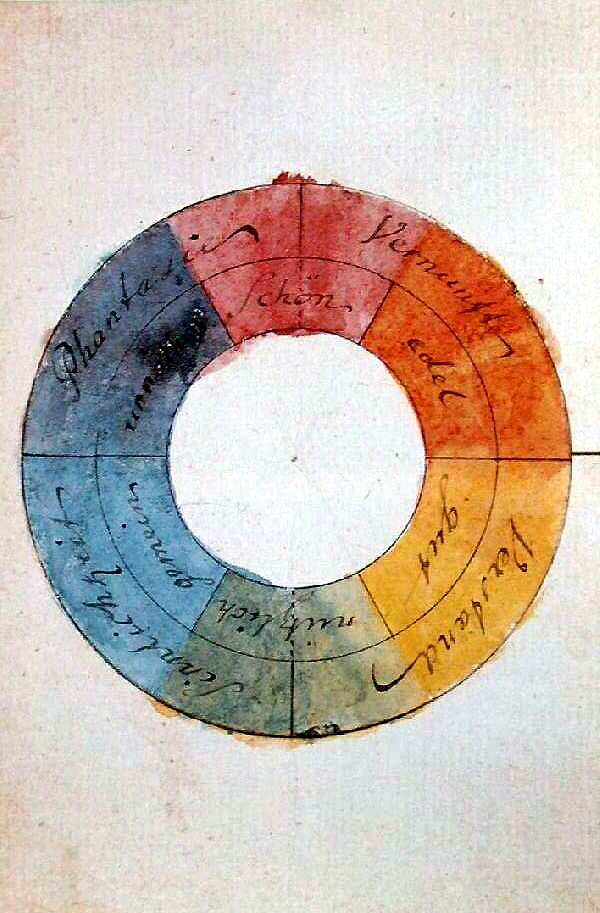
ゲーテの色相環

この色相環において対になっている色を、我々の目が実際に対として捉えていることを、ゲーテは残像の実験によって確かめる。白紙の上に色を付けた紙片を置いてそれをじっと見つめる。しばらくしてから色付きの紙片を取り去ると、白紙の上に紙片の色とは違う色の残像が浮かび上がる。その残像の色こそ対になっている色である。即ち赤は緑、黄は紫、青は橙の残像を出現させるのである。ここにも対立する色が呼び求め合う働き、分極性が見出される。色彩は静止したものではなく、それ自身の内部に力を有して運動するものであり、動きもその色単独のものではなく、他の色と結びついた動きであるというこの考え方は色を有機的・生命的に捉えたものだと言える。
色彩現象の全体を包括する色相環は、一と全、特殊と普遍の合一を示している神秘的な形である。ニュートン的なスペクトルでは、色彩は色光の波長により赤、橙、黄、緑、青、藍、紫の直線として分析され、円を描くなどということはない。色相環は数量化された自然ではなく、人間が感覚する自然を探求したゲーテの姿勢から見いだされたものだと言える。ゲーテの色相環は、活動しながら新たなる色彩を生み出す生きた自然の秩序を示したものである。多種多様な色彩現象をその種々異なる段階に固定し、並列したまま眺めると全体性が生じる。この全体性は眼にとって調和そのものである。
眼は単なる青にも黄にも満足せず、それ以外の色を求める。黄と青は呼び求めあい、結合することによって第三の赤という高度なものを生み出すという。赤はただ黄と青が混ざったというわけではなく、黄が橙を、青が紫を経て高みで合一したものである。黄色と青の絵の具はそのまま混ぜれば緑色になる。ここにゲーテが分極性とならんで自然の中に見いだした力、高昇の働きがある。高昇とは自らを高め、発展させようとする上昇意欲である。赤は高昇の働きを経て合一したぶん、エネルギーに充ちた力強い色になっている。
Purpurには皇帝や国王が着用する緋の衣という意味があり、高貴な色とされる。ゲーテは人間に体験される色彩を探求し、色彩が人間の精神に与える影響のことも扱っている。その影響も色相環から説明されるところがある。赤は色相環の頂点をなす最も力強い色であったが、その対極である色相環の一番下に位置する緑は、地に根を下ろした安定した色だという。
光に近い色である黄色、そしてそれに近い橙などはプラスの作用、すなわち快活で、生気ある、何かを希求するような気分をもたらす。闇に近い色である青、そしてそれに近い紫などはマイナスの作用、すなわち不安で弱々しい、何かを憧憬するような気分をもたらすとゲーテは言っている。人間の精神は不思議と色相環が示す秩序の影響を受けているように見えるとゲーテは述べた。
ゲーテは、色彩のアレゴリー的、象徴的、神秘的作用についても考察している。

### 関連文献
- 『ゲーテ 自然と象徴　自然科学論集』 高橋義人編訳、前田富士男訳、冨山房百科文庫 1982（新版刊）
- 『ゲーテ 色彩論 完訳』 高橋義人、前田富士男訳・解説、工作舎 1999。ISBN 978-4875023203
- 高橋義人『形態と象徴』 岩波書店 1988
- 『色彩論　色彩学の歴史』菊池栄一訳、岩波文庫 1952、復刊1988。第三部の抄訳